# Hidetoshi Omori
Hidetoshi Omori (大森英敏?, おおもり ひでとし; distretto di Minamikawachi, 5 novembre 1959) è un disegnatore, animatore e art director giapponese.

## Biografia
Dopo il diploma in una scuola professionale, si trasferisce a Tokyo dove inizia la sua carriera come animatore freelance presso lo Studio An-Apuru. Poco dopo si unisce allo Studio Biboo, diretto da Tomonori Kogawa, dove collabora con importanti artisti come Mamoru Nagano in serie mecha come Mobile Suit Gundam e Heavy Metal L-Gaim.
Nel 1987, Omori fa il suo debutto come regista con il cortometraggio Deprive per il progetto Robot Carnival, una serie di corti animati prodotti da A.P.P.P. che gli porta notevole fama grazie alle sue innovative scene d'azione.
Negli anni '90, Omori lavora anche nel settore dei videogiochi come direttore delle animazioni per il celebre Final Fantasy VII, dove è responsabile della creazione di animazioni per alcuni mid-boss.
Negli anni 2000, ritorna al mondo dell'animazione dirigendo la serie TV Dan Doh!! e continua a lavorare come storyboard artist e key animator in produzioni come Kill la Kill e Sayonara Zetsubou-Sensei.
Il 30 gennaio 2021, Omori ha aperto un canale YouTube chiamato Animator HidetoshiOmori’s RAKUGAKI, dove carica video in cui disegna e discute di animazione.

## Opere

### Animazione
- Urusei Yatsura (1981) – Supervisore dell'animazione
- Tiger Mask II (1982) – Animatore
- Space Cobra (1983) – Animatore principale
- Dunbine (1984) – Supervisore dell'animazione
- Heavy Metal L-Gaim (1985) – Supervisore dell'animazione e animatore principale
- Mobile Suit Z Gundam (1986) – Supervisore dell'animazione
- Mobile Suit Gundam ZZ (1986) – Animatore
- Robot Carnival (episodio Deprive, 1987) – Regista
- Flame Alper Rose: Judy & Randy (1987) – Animatore principale dell'OP
- Transformers: The Headmasters (1988) – Supervisore dell'animazione, animatore dell'OP e dell'ED
- Transformers: Super God Masterforce (1990) – Supervisore dell'animazione
- Dra Gunner (1990) – Supervisore dell'animazione e animatore dell'OP
- Brave Exkaiser (1990) – Animatore principale
- Guyver: The Bioboosted Armor (1991) – Character designer
- Mr. Ajikko (1991) – Animatore principale
- Oishinbo (1999) – Animatore principale
- Watashi no Shujin-sama (2000) – Storyboard
- Salaryman Kintaro (2000) – Animatore principale
- ∀ Gundam (2000) – Animatore principale
- Kikaider: The Animation (2000) – Supervisore dell'animazione e animatore principale
- Inuyasha (2001) – Animatore principale
- Cyborg 009: The Cyborg Soldier (2001) – Supervisore dell'animazione
- Z.O.E. Dolores,i (2001) – Supervisore dell'animazione
- Prince of Tennis (2002) – Supervisore dell'animazione
- Overman King Gainer (2002) – Supervisore dell'animazione
- Mobile Suit Gundam SEED (2003) – Supervisore dell'animazione meccanica e animatore principale
- Kino's Journey: The Beautiful World (2003) – Supervisore dell'animazione e animatore principale
- Tsuki wa Higashi ni Hi wa Nishi ni: Operation Sanctuary (2003) – Animatore principale dell'OP
- Fire Storm (2004) – Supervisore visivo e storyboard
- Mobile Suit Gundam SEED Destiny (2004) – Animatore principale
- Zoids: Fuzors (2004) – Storyboard
- Dan Doh!! (2004) – Regista
- Transformers: Super Link (2004) – Storyboard

### Videogiochi
- Super Mario RPG: Legend of the Seven Stars (1996) – Special Thanks
- Final Fantasy VII (1997) – Direttore delle animazioni
- Kingdom Hearts: Chain of Memories (2004) – Character Artists
- Street Fighter IV (2009) – Key Animation Creators
- Monster Hunter Tri (2009) – Character CG Artworks